# Otolino
Otolino – część wsi Brochocinek w Polsce położona w województwie mazowieckim, w powiecie płockim, w gminie Radzanowo.
W latach 1975–1998 miejscowość administracyjnie należała do województwa płockiego.